# Samsung Galaxy J6
Samsung Galaxy J6 (также называемый "On6" на некоторых рынках, например, в Индии) - это Android - смартфон, разработанный корейским производителем Samsung Electronics. Анонсированный 22 мая 2018 года и выпущенный в тот же день вместе с Samsung Galaxy J4 и Samsung Galaxy J8, J6 является моделью смартфона среднего класса и преемником Samsung Galaxy J5 (2017).
Galaxy J6 - первый из телефонов серии J, имеющий дизайн почти без рамок и оснащенный sAMOLED-дисплеем 18,5:9.
Он имеет схожий аппаратный дизайн и программные функции со своим high-end аналогом, Galaxy A6..
На смену J6 пришла модель J6+, которая отличается более крупным экраном, хотя и перешла от экрана sAMOLED, который был в J6, к ЖК-экрану.

## Аппаратное обеспечение

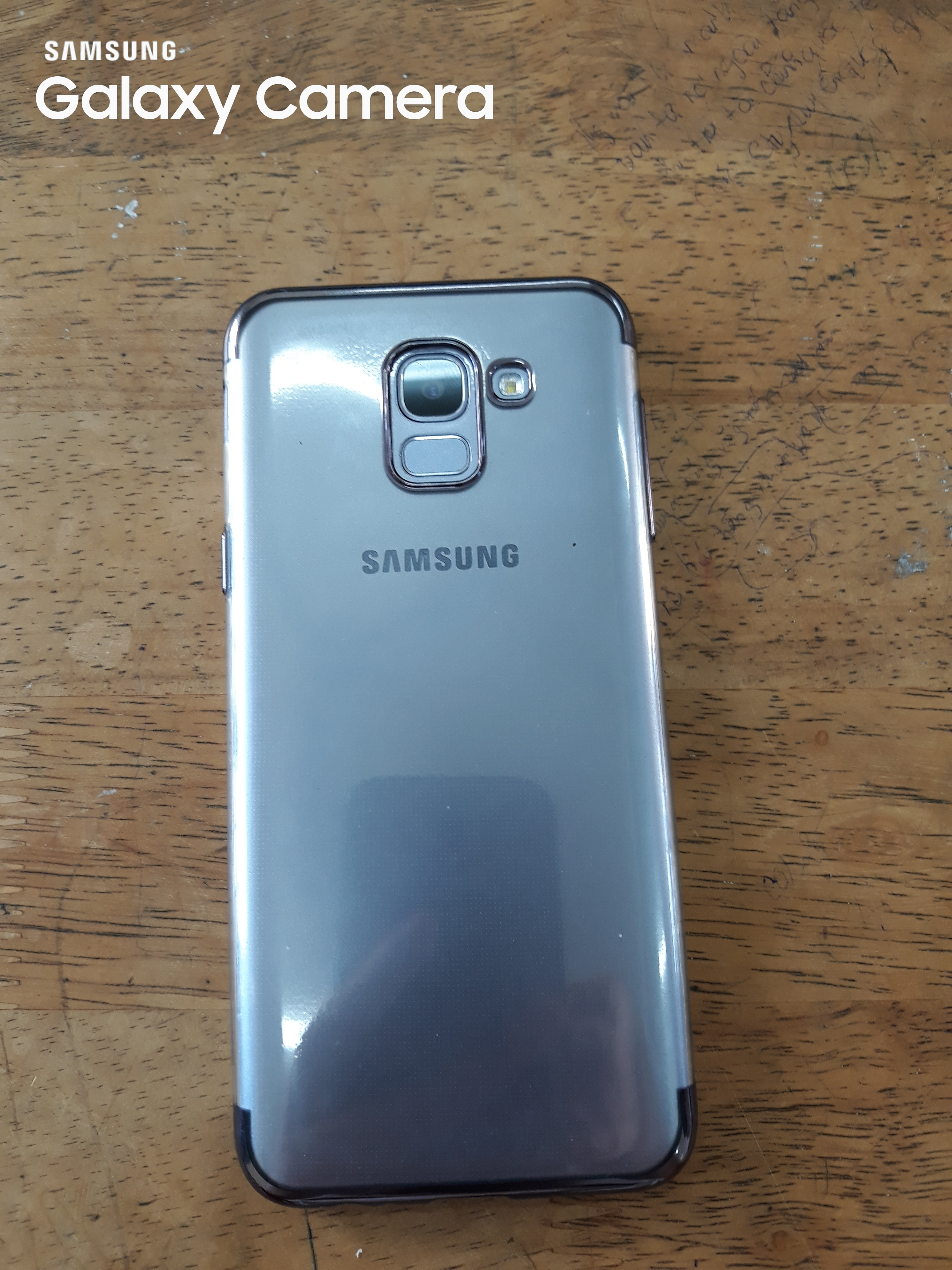
Задняя панель с датчиком отпечатков пальцев Samsung Galaxy J6 purple lavender 4GB RAM/64GB ROM

Samsung Galaxy J6 оснащен 720p Super AMOLED дисплеем с соотношением сторон 18:5:9, получившим название "Infinity Display" от Samsung. J6 имеет 5,6-дюймовую панель с соотношением экрана к корпусу ~76,5% и 294 ppi, что очень похоже на предыдущие модели в той же линейке. Экран J6 защищен стеклом Corning Gorilla Glass 3..
Задняя часть корпуса выполнена из пластика (в частности, поликарбоната) с целью придать ему такой же премиальный вид, как и телефонам с металлической задней панелью.
Размеры Samsung Galaxy J6 составляют 149,3 x 70,2 x 8,2 (высота x ширина x толщина). Смартфон весит 154 грамма (5,4 oz).
Он оснащен собственным восьмиядерным процессором Samsung Exynos 7870 с тактовой частотой 1,6 ГГц.
Зарядка литий-ионного аккумулятора емкостью 3 000 мАч занимает около 2,5 часов через порт micro-USB.
Телефон оснащен одной задней камерой 13 МП с автофокусом и светодиодной вспышкой. Фронтальная камера имеет 8 МП и собственную фронтальную вспышку. Камеры телефона хорошо работают при дневном свете, хотя большинство критиков отмечают плохую работу камер при слабом освещении.

## Программное обеспечение
Samsung Galaxy J6 поставляется с Android 8.0 (Oreo) из коробки с пользовательским интерфейсом Samsung Experience UI. Bixby от Samsung присутствует на телефоне в виде "Bixby Home", хотя ему не хватает функций помощника, которые есть на флагманских телефонах серий S и Note.
В мае 2019 года Samsung начал выкатывать OTA-обновление программного обеспечения для Galaxy J6, чтобы получить последнюю версию Android 9.0 (Pie) с пользовательским интерфейсом One UI, который также поставляется с телефонами Galaxy S10. Обновление добавило такие функции, как ночной режим и переработанный пользовательский интерфейс.
Защита телефона осуществляется с помощью PIN-кода, рисунка, пароля, отпечатка пальца или распознавания лица. Для использования отпечатка пальца и/или распознавания лица требуется один из трех вышеупомянутых традиционных входов безопасности. Телефон защищен программным обеспечением Knox от Samsung.

## Сетевые возможности
Сетевые возможности включают:
- Wi-Fi 802.11 b/g/n, Wi-Fi Direct и точка доступа (только для сетей Wi-Fi 2,4 ГГц, сети 5 ГГц не поддерживаются).
- 4G VoLTE соединение
- Bluetooth 4.2, A2DP, LE
- GPS, с A-GPS, ГЛОНАСС, BDS
- Стерео FM-радио с возможностью записи
- USB micro-USB 2.0
- USB On-The-Go

## Датчики[5]
- Датчик приближения
- Акселерометр (двухосевой)
- Отпечаток пальца (установлен сзади)
- Датчик Холла